# Grüne Köpfe
Die Grünen Köpfe sind ein doppelgipfliger, 1725 m ü. A. hoher Berg in den Allgäuer Alpen im österreichischen Bundesland Vorarlberg. Der Südgipfel ist der Hauptgipfel. Der nördliche Nebengipfel hat eine Höhe von 1673 m ü. A.

## Lage und Umgebung
Der in der Untergruppe 	Nordwestliche Walsertaler Berge gelegene Berg erhebt sich aus dem Nordostgrat des Diedamskopfs (2090 m ü. A.). Die beiden Gipfel werden durch eine 1606 m ü. A. hohe voneinander Scharte getrennt. Nach Norden fällt der Mohrenkopf zum Vorsäß Schönenbach (1025 m) ab. Im Osten fließt die Subersach. In deren Anschluss erhebt sich die Felswand, die vom Hählekopf (2058 m) bis zum Hohen Ifen (2229 m) zieht. Im Westen verläuft ein paralleler Grat, der den Mohrenkopf (1645 m) trägt.
Die Gemarkung, auf der sich die Grünen Köpfe befinden, ist Bezau.

## Besteigung
Die Besteigung des aus äußerst steilen und dicht bewachsenen Flanken bestehenden Berges ist schwierig. Der leichteste Zugang führt aus der Scharte zwischen den Gipfeln über die Ostflanke. Wegen der dabei zu bewältigenden Steilgras-Kletterei (III) ist dafür absolute Trittsicherheit und Schwindelfreiheit Voraussetzung.

## Galerie

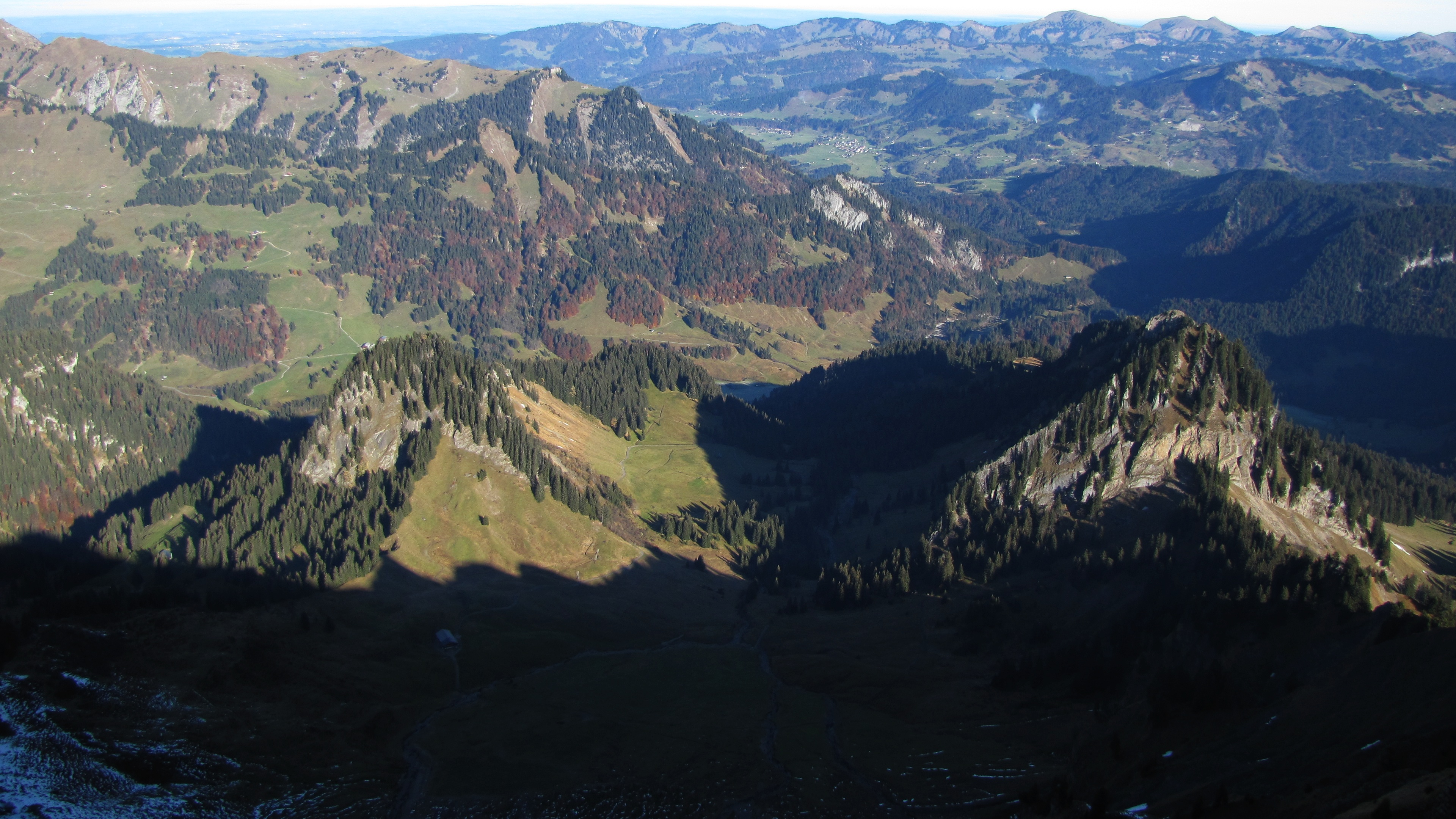
Mit Grünen Köpfen aus Süden
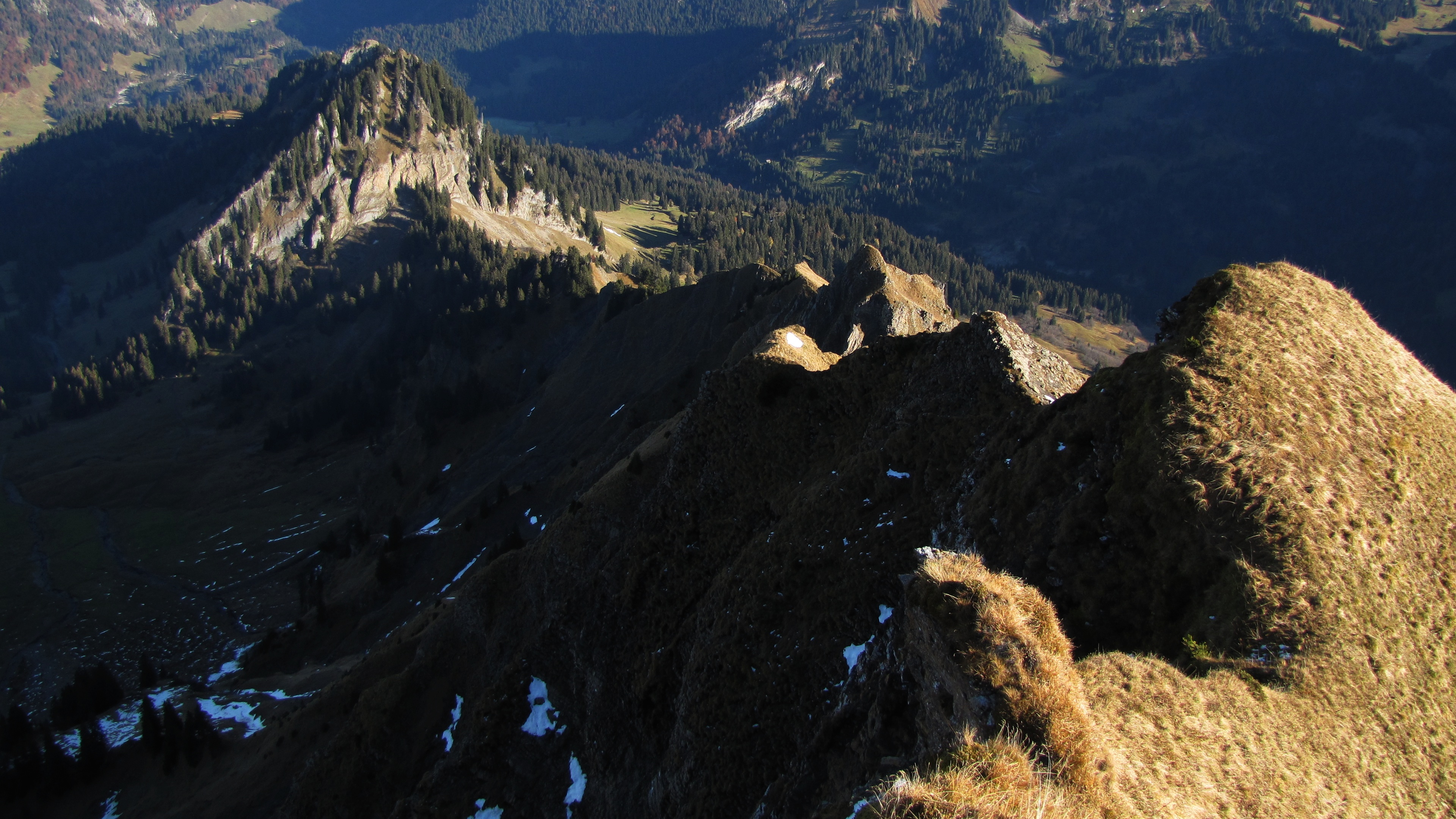
Aus Süden mit Diedamskopf-Nordostgrat
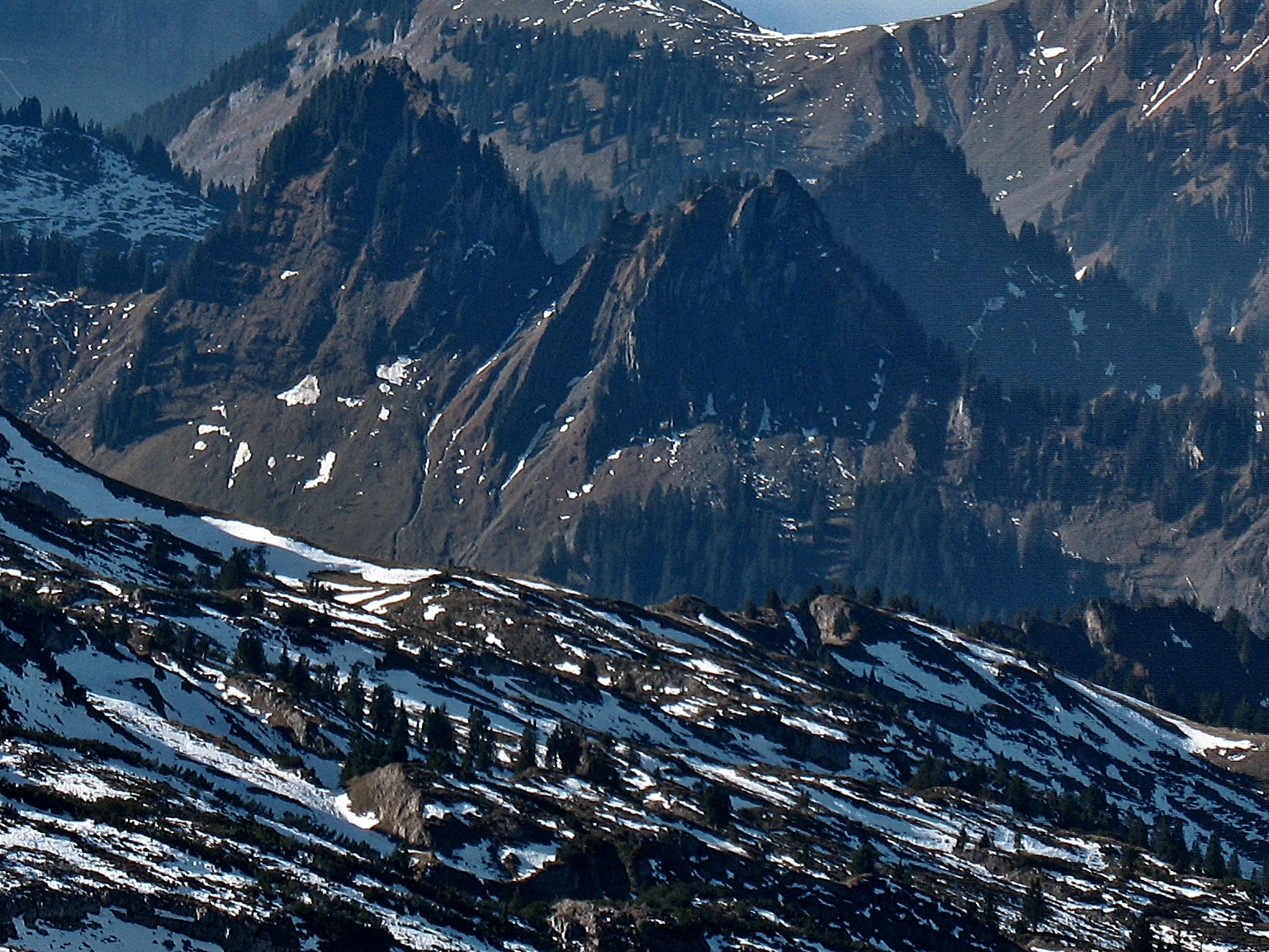
Aus Osten
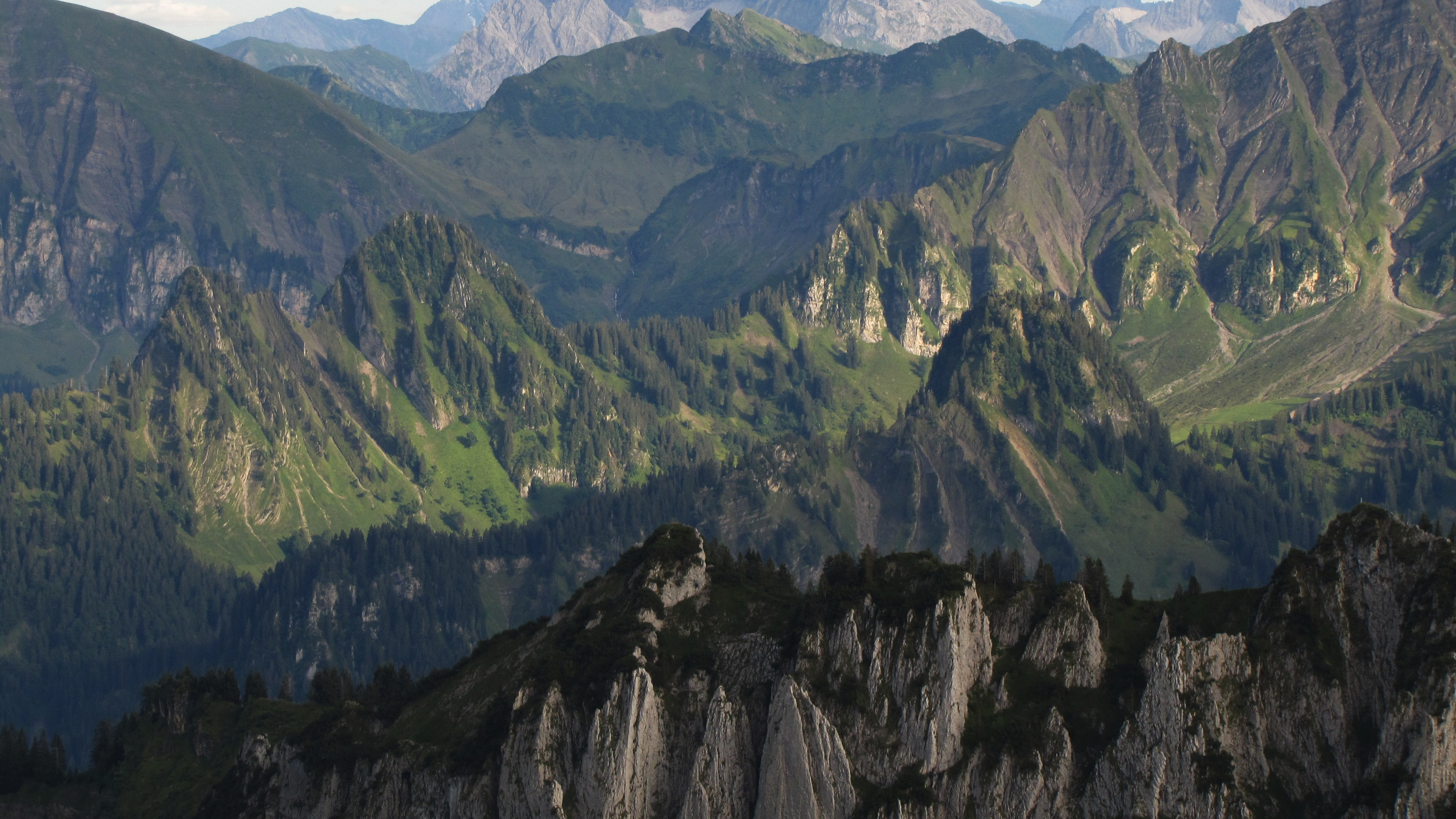
Mit Grünen Köpfen aus Nordwesten